# Pieter Pourbus

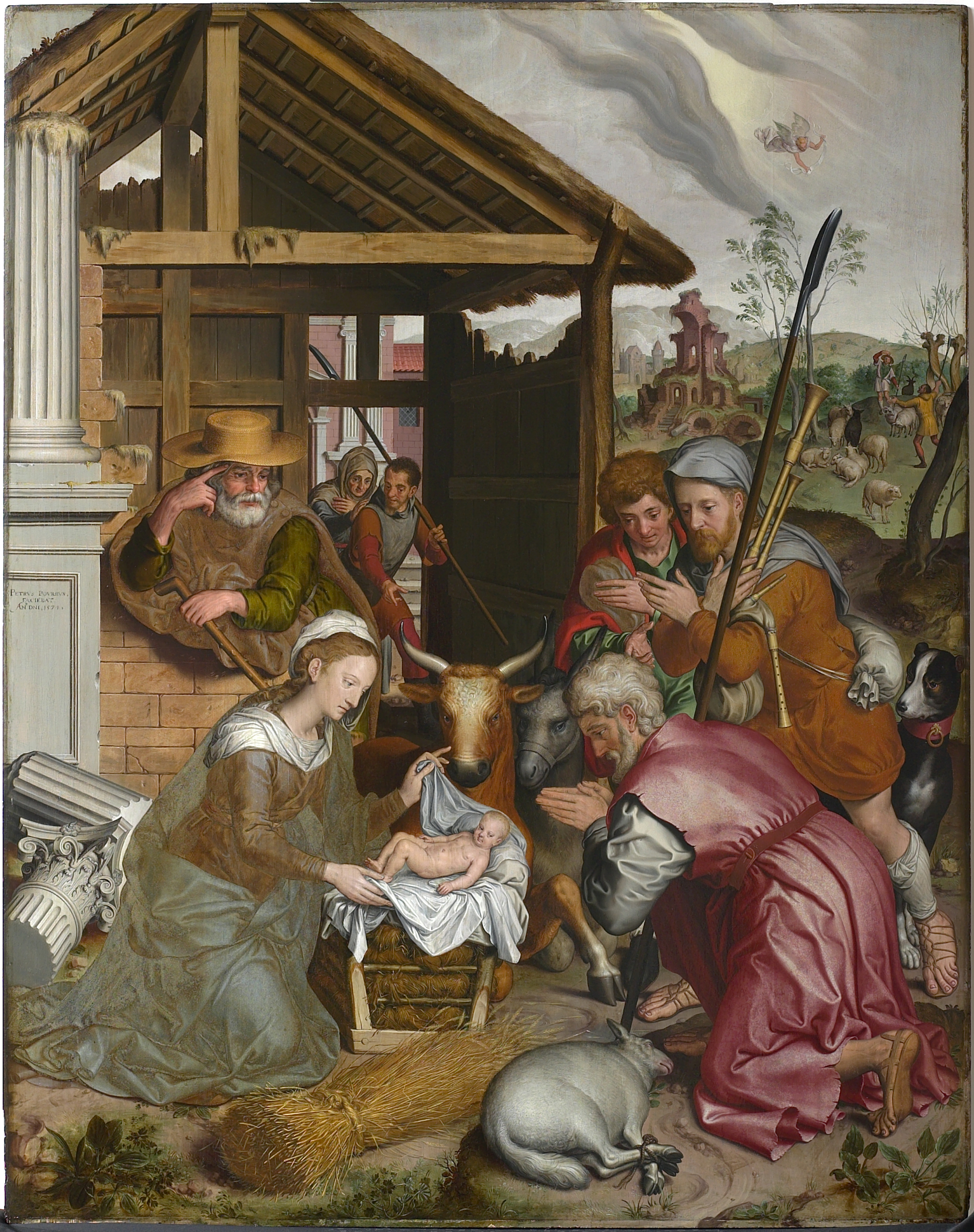
A adoração dos pastores, Pieter Pourbus.

Pieter Pourbus (1523 - 1584) foi um pintor neerlandês do renascentismo flamengo. 
Pourbus nasceu em Gouda. Era conhecido principalmente por suas pinturas religiosas, retratos e pelo estilo itálico resultado da influência que sofreu do pai de sua futura noiva, Lancelot Blondeel. Trabalhou majoritariamente em Bruges, para onde mudou-se em 1543. Morreu nesta mesma cidade. Teve um filho, Frans Pourbus o velho e um neto, Frans Pourbus filho.